# Prothoe franckii
Prothoe franckii är en fjärilsart som beskrevs av Jacob Hübner 1806. Prothoe franckii ingår i släktet Prothoe och familjen praktfjärilar. Inga underarter finns listade i Catalogue of Life.